# Raviscanina
Raviscanina – miejscowość i gmina we Włoszech, w regionie Kampania, w prowincji Caserta.
Według danych na rok 2004 gminę zamieszkiwały 1352 osoby, 56,3 os./km².